# Hambantota (district)
Hambantota (Singalees: Hambantŏṭa; Tamil: Ampāntōṭṭai) is een district in de Zuidelijke Provincie van Sri Lanka. Hambantota heeft een oppervlakte van 2593 km² en een erg droog klimaat. De hoofdstad is de stad Hambantota, dat naast de administratieve diensten ook het centrum van de zoutwinning is. Andere plaatsen in het district zijn: Tangalle, Tissa, Weeraketiya, Beliatta, Walasmulla, Middeniya, Katuwana en Kirama.

## Bevolking
Er wonen 525.370 inwoners van wie er 96% op het platteland wonen. 13,4% (8,3% landelijk) van de werkende bevolking is werkloos. 42,2% werkt in de landbouw, 23,3% in de industrie en 34,5% in de dienstensector.